# Fritz Kesselring
Fritz Kesselring (* 27. November 1897 auf dem Schlossgut Bachtobel bei Weinfelden; † 14. Juli 1977) war ein Schweizer Elektroingenieur.

## Leben
Nach der Kantonsschule Frauenfeld studierte er Elektrotechnik an der ETH Zürich. Als Assistent von Prof. Kuhlmann erwarb er dort 1922 seinen Doktortitel mit der Arbeit Theoretische und experimentelle Untersuchungen an rotierenden Gleichrichtern.
Nach einer Arbeitsstelle in Frankfurt wechselte er bald zur Berliner Firma Dr. Paul Meyer, wo er 1925 an einem gläsernen Ölschalter Zeitlupenaufnahmen machte. Darauf warben ihn die Siemens-Schuckert-Werke ab. Weil klassische, Öl-befüllte Schalter explodieren konnten, entwickelt er dort von 1927 bis 1931 den Expansionsschalter, der Wasser als kühlendes Medium nützt.
Er war auch mit der Entwicklung des Kontaktumformers befasst. 1942 wurde er Leiter des Schaltwerkes. Wegen des Zweiten Weltkriegs zog die Familie wieder in die Schweiz, wo er in Zürich beim Albiswerk arbeitete, zuerst als Leiter der Entwicklungsabteilung, dann als technischer Direktor.
Ende der 1950er entstand unter seiner Leitung das Siemens-Forschungslaboratorium in Fahrweid im Bezirk Dietikon.
1963 verlieh ihm die TU Berlin den Dr. Ing. E. h. 1967 wurde er mit der Grashof-Denkmünze des Vereins Deutscher Ingenieure ausgezeichnet.
Seit 1979 verleiht die VDI-Gesellschaft Produkt- und Prozessgestaltung (früher: Entwicklung Konstruktion Vertrieb) des VDI für besondere Verdienste auf den Gebieten der Getriebetechnik, Konstruktion oder Schwingungstechnik die Fritz-Kesselring-Ehrenmedaille.

## Werke
- The elements of switchgear design; Sir I. Pitman & sons, ltd., 1932
- Theoretische Grundlagen zur Berechnung der Schaltgeräte; De Gruyter, 1968
- Technische Kompositionslehre; Berlin, Springer, 1954
- Morphologisch-analytische Konstruktionsmethode; VDI-Zeitschrift 97, 1955, S. 327ff.
- Konstruktionsmethodik; in Fortschrittliche Betriebsführung, Bd. 17, 1968, S. 111–117.